# Колґа-Яані
Ко́лґа-Я́ані (ест. Kolga-Jaani alevik) — селище в Естонії, у волості Вільянді повіту Вільяндімаа.

## Населення
Чисельність населення на 31 грудня 2011 року становила 393 особи.

## Географія
Через населений пункт проходить автошлях 51 (Вільянді — Пилтсамаа). Від селища починаються дороги 24109 (Кио — Колґа-Яані), 24132 (Колґа-Яані — Ойу) та 24133 (Колґа-Яані — Лейе)

## Історія
З 19 грудня 1991 до 25 жовтня 2017 року селище входило до складу волості Колґа-Яані й було її адміністративним центром.

## Пам'ятки
- Лютеранська кірха Івана Хрестителя (Kolga-Jaani Ristija Johannese kirik), пам'ятка архітектури 14-19-го століть.[2]